# European Community Championship
Lo European Community Championship era un torneo professionistico di tennis che si è disputato dal 1982 al 1995 ad Anversa in Belgio.

## Storia
All'inizio l'evento era una semplice esibizione nell'ambito del Grand Prix e non ha assegnato punti per le classifiche ATP
fino al 1992 quando il torneo venne inserito nel circuito ATP Tour. Quando era un torneo di esibizione l'evento era aperto ai giocatori che avevano vinto almeno un torneo in Europa nel corso dell'anno. La superficie utilizzata era il sintetico indoor. L'edizione inaugurale si è svolta nel dicembre del 1982, offriva un montepremi di 700.000 dollari e vi hanno partecipato 24 giocatori. Chiamato inizialmente European Champions' Championship, dal 1986 il torneo fu rinominato in European Community Championship (ECC).
Il tornero era chiamato dai giocatori "Gold Racquet" perché se un giocatore avesse vinto per 3 volte in 5 anni avrebbe ricevuto uno speciale trofeo: una racchetta dorata con 1.420 diamanti che aveva un valore di un milione di dollari. Il Proximus Diamond Games, un evento del WTA Tour che si è svolto ad Anversa fino al 2002, aveva un trofeo simile. Tra il 1982 e 1985 Ivan Lendl vinse il torneo per 3 volte e si aggiudicò un montepremi di 200 000 dollari e la racchetta d'oro.

## Albo d'oro

### Singolare
| Anno       | Data della finale | Montepremi    | Vincitore        | Finalista         | Punteggio               |
| ATP Tour   |                   |               |                  |                   |                         |
| 1998       | 23 febbraio       | 1 000 000 $   | Greg Rusedski    | Marc Rosset       | 7–6(3), 3–6, 6–1, 6–4   |
| 1997       | 23 febbraio       | 1 000 000 $   | Marc Rosset      | Tim Henman        | 6–2, 7–5, 6–4           |
| 1996       | 19 febbraio       | 1 100 000 $   | Michael Stich    | Goran Ivanišević  | 6–3, 6–2, 7–6           |
| 1995       | non disputato     | non disputato | non disputato    | non disputato     | non disputato           |
| 1994       | 13 novembre       | 1 100 000 $   | Pete Sampras (2) | Magnus Larsson    | 7–6(5), 6–4             |
| 1993       | 14 novembre       | 1 100 000 $   | Pete Sampras (1) | Magnus Gustafsson | 6–1, 6–4                |
| 1992       | 15 novembre       | 1 000 000 $   | Richard Krajicek | Mark Woodforde    | 6–2, 6–2                |
| Esibizione |                   |               |                  |                   |                         |
| 1991       | 8 dicembre        | 1 100 000 $   | Aaron Krickstein | Boris Becker      | w.o.                    |
| 1990       | 21 ottobre        | 1 100 000 $   | Goran Ivanišević | Henri Leconte     | 6–2, 7–6, 4–6, 4–6, 6–1 |
| 1989       | 29 ottobre        | 1 000 000 $   | Ivan Lendl (5)   | Miloslav Mečíř    | 6–2, 6–2, 1–6, 6–4      |
| 1988       | 6 novembre        | 940 000 $     | John McEnroe (3) | Andrej Česnokov   | 6–1, 7–5, 6–2           |
| 1987       | 1º novembre       | 940 000 $     | Ivan Lendl (4)   | Miloslav Mečíř    | 5–7, 6–1, 6–4, 6–3      |
| 1986       | 10 novembre       | 940 000 $     | John McEnroe (2) | Miloslav Mečíř    | 6–3, 1–6, 7–6, 5–7, 6–2 |
| 1985       | 3 novembre        | 850 000 $     | Ivan Lendl (3)   | John McEnroe      | 1–6, 7–6, 6–2, 6–2      |
| 1984       | 18 novembre       | 800 000 $     | Ivan Lendl (2)   | Anders Järryd     | 6–1, 6–2, 6–2           |
| 1983       | 20 novembre       | 750 000 $     | John McEnroe (1) | Gene Mayer        | 6–4, 6–3, 6–4           |
| 1982       | 5 dicembre        | 700 000 $     | Ivan Lendl (1)   | John McEnroe      | 3–6, 7–6, 6–3, 6–3      |

### Doppio
| Anno | Vincitori                          | Finalisti                           | Punteggio     |
| 1992 | John Fitzgerald Anders Järryd      | Patrick McEnroe Jared Palmer        | 6–2, 6–2      |
| 1993 | Grant Connell Patrick Galbraith    | Wayne Ferreira Javier Sánchez       | 6–3, 7–6      |
| 1994 | Jan Apell Jonas Björkman (1)       | Hendrik Jan Davids Sébastien Lareau | 4–6, 6–1, 6–2 |
| 1995 | Non disputato                      |                                     |               |
| 1996 | Jonas Björkman (2) Nicklas Kulti   | Menno Oosting Evgenij Kafel'nikov   | 6–4, 6–4      |
| 1997 | David Adams Olivier Delaître       | Sandon Stolle Cyril Suk             | 3–6, 6–2, 6–1 |
| 1998 | Wayne Ferreira Evgenij Kafel'nikov | Tomás Carbonell Francisco Roig      | 6–3, 7–5      |